# Тайфунник бермудський
Тайфунник бермудський (Pterodroma cahow) — вид птахів родини Буревісникоподібні (Procellariiformes), що мешкає на Бермудських островах і перебуває під загрозою зникнення.

## Опис
Розміри дорослої особини — 41 см. Напередодні початку заселення Бермудських островів людьми тут гніздилися, за оцінками, сотні тисяч тайфунників. Під натиском мисливців, домашніх тварин і щурів птахи зникли з великих островів і збереглися лише на крихітних скелястих острівцях. Але і тут їх чисельність продовжувала скорочуватися під впливом конкуренції за місця гніздування з фрегатами, хижацтва щурів. Нині чисельність виду украй мала. Характерні шлюбні крики цих птахів можна чути пізньої осені.
У своїх одвічних місцях гніздування птахи викопували в землі нори, але зараз задовольняються виїмками в скелях, що утворилися в результаті хвилевої ерозії.

## Поширення
Ареал-область кочівлі невідома, гніздиться на 5 маленьких острівцях в східній частині Бермудського архіпелагу. Живе у відкритому океані, гніздиться на дрібних скелястих острівцях.

## Історія
Зловісні нічні крики бермудських тайфунників зупинили перших іспанських мореплавців від заснування поселень на островах через їхні забобони, оскільки вони вважали, що ці острови були населені демонами. Замість цього першопроходці стали розводити свиней на прибережних ділянках, тим самим почавши стрімку атаку на існування птахів. Подальша колонізація Бермудських островів англійцями привела до того, що з'явилися такі види, як щури, кішки і собаки і масові винищування птахів першими колоністами скоротило чисельність в десятки разів. З 1621 року птахи вважалися винищеними.
У 1951 році на групі скелястих островів Касл Харбор було виявлено 17 гнізд і Девідом Вінгейтом була розпочата програма по побудові бетонних нір і дерев'яних перегородок для гніздових тунелів для того, щоб тримати осторонь трохи більшого за розміром природного ворога — білохвостого фаетона і по відновленню довколишніх до острова Нонсач островів, формуючи на них майбутню життєздатну основу для видів.
Перебуваючи під захистом закону, популяція почала добре відновлюватися. Головна загроза для їх майбутнього — це відсутність відповідного ареалу для розмноження. Ураган Фабіан знищив багато гніздових нір в 2003 році. Нещодавно більший по розмірах і екологічно відновлений острів Нонсач був знову заселений пташенятами, їх переміщення було вдало заплановане, так вони залишать свій слід на цих околицях. Ця робота ведеться під контролем поточного офіцера по охороні природи Бермудських островів Джеремі Мадейроса, якому сприяє австралійський фахівець з буревісників Нік Карлайл.
Проте загальна популяція цих птахів на 2005 рік склала усього лише близько 250 особин.